# Zahodščina
Zahodščina (angl. Westron) ali skupni govor/sogovorščina je bil jezik Dúnedainov Srednjega sveta, fantazijskega sveta, ki ga je ustvaril pisatelj J. R. R. Tolkien. Do konca tretje dobe (oz. za časa vojne za Prstan) je bil bolj ali manj univerzalen jezik, ki se je govoril v Zahodnih deželah Srednjega sveta.
Zahodščina izhaja iz adûnajske númenorščine in izvira kot kreolski jezik na zahodnih obalah celine Srednjega sveta, ko so Númenorci v tretjem tisočletju druge dobe ustanovili trgovske postavke in vojašnice. Od tam se je razširil na večino zahodnih držav, z izjemo Mordorja.